# Jordan Hickmott
Jordan Lindsay Hickmott (* 11. April 1990 in Mission, British Columbia) ist ein kanadischer Eishockeyspieler, der seit Juni 2021 beim EC Bad Nauheim aus der DEL2 unter Vertrag steht und dort auf der Position des Centers spielt. Zuvor war Hickmott unter anderem in der slowakischen Extraliga und der österreichischen Erste Bank Eishockey Liga (EBEL) aktiv. Mit dem HC 05 Banská Bystrica gewann er dabei im Jahr 2017 die Slowakische Meisterschaft.

## Karriere
Jordan Hickmott spielte zunächst für die Fraser Valley Bruins in der British Columbia Major Midget League und wurde 2005 beim Bantam Draft der Western Hockey League (WHL) von den Medicine Hat Tigers in der ersten Runde an 18. Stelle gezogen. Mit den Tigers gewann der Stürmer im Frühjahr 2007 die WHL-Meisterschaft in Form des President’s Cup. Für die Tigers kam er auf 92 Einsätze mit zehn Toren und sechs Assists, ehe er im Sommer 2008 an die Prince Albert Raiders abgegeben wurde, die Medicine Hat im Gegenzug zwei Wahlrechte für den CHL Import Draft übertrugen. Bei den Raiders kam er auf 71 Punkte in 145 Einsätzen. Zur Spielzeit 2010/11 lief er als Assistenzkapitän für die Edmonton Oil Kings auf und erzielte 71 Punkte in 76 Spielen.
Von 2011 bis 2016 war Hickmott für die Golden Bears der University of Alberta in der nationalen Universitätsorganisation Canadian Interuniversity Sport (CIS) aktiv und gewann mit seinem Team in den Jahren 2014 und 2015 die Meisterschaft. Zudem konnte er sich unter den zehn besten Spielern der ewigen Punkteliste seiner Mannschaft eintragen. Mit der kanadischen Universitätsauswahl nahm er 2015 an der Winter-Universiade in Spanien teil und gewann die Bronzemedaille. 2016 kam er aufgrund eines Probevertrags zu drei Spielen für Toronto Marlies in der American Hockey League (AHL). Dabei erzielte er ein Tor und bereitete ein weiteres vor.
Im Juli 2016 unterzeichnete der Kanadier einen Profivertrag beim HC 05 Banská Bystrica aus der slowakischen Extraliga, gehörte anschließend zu den fünf besten Punktesammlern der Liga und konnte am Ende der Saison den Gewinn der Slowakischen Meisterschaft feiern. Im Mai 2017 unterzeichnete Hickmott einen Vertrag beim EC VSV aus der multinationalen Erste Bank Eishockey Liga (EBEL). Ein Jahr später im April 2018 wechselte er innerhalb der Liga zum EHC Linz. Im Februar 2019 verließ er den EHC wieder und spielte bis zum Saisonende bei den Tölzer Löwen in der DEL2. Im Sommer 2019 kehrte er für eine Spielzeit an seine alte Wirkungsstätte zum HC 05 Banská Bystrica zurück. Anschließend stand er eine Saison beim Ligakonkurrenten HK Dukla Michalovce unter Vertrag. Zur Saison 2021/22 wechselte der Offensivspieler zum EC Bad Nauheim in die DEL2.

## Erfolge und Auszeichnungen
| - 2007 President’s-Cup-Gewinn mit Medicine Hat Tigers - 2012 CIS All-Rookie Team - 2013 R. W. Pugh Award (CIS Most Sportsmanlike Player) - 2013 CIS West First All-Star Team - 2014 University-Cup-Gewinn mit der University of Alberta | - 2015 University-Cup-Gewinn mit der University of Alberta - 2015 CIS West First All-Star Team - 2015 CIS All-Tournament Team - 2016 CIS West Second All-Star Team - 2017 Slowakischer Meister mit dem HC 05 Banská Bystrica |

### International
- 2015 Bronzemedaille bei der Winter-Universiade

## Karrierestatistik
Stand: Ende der Saison 2024/25

### International
Vertrat Kanada bei:
- Winter-Universiade 2015

(Legende zur Spielerstatistik: Sp oder GP = absolvierte Spiele; T oder G = erzielte Tore; V oder A = erzielte Assists; Pkt oder Pts = erzielte Scorerpunkte; SM oder PIM = erhaltene Strafminuten; +/− = Plus/Minus-Bilanz; PP = erzielte Überzahltore; SH = erzielte Unterzahltore; GW = erzielte Siegtore; 1 Play-downs/Relegation; Kursiv: Statistik nicht vollständig)